# Carolina County Ball
Albums de Elf
Elf
(1972) Trying to Burn the Sun
(1975)
Carolina County Ball, paru en 1974, est le deuxième album du groupe américain Elf.

## L'album
À l'origine, cet album sort sous deux titres différents : L.A. / 59 pour le marché américain et Carolina County Ball pour le reste du monde.
Il s'agit du premier album avec Steve Edwards et Craig Gruber.
Tous les titres sont composés par les membres du groupe.

## Musiciens
- Ronnie James Dio - chant, chœurs
- Steve Edwards - guitare
- Craig Gruber - basse
- Gary Driscoll - batterie
- Mickey Lee Soule - claviers

## Titres
1. Carolina County Ball - 4 min 46 s
2. L.A. 59 - 4 min 21 s
3. Ain't It All Amusing - 5 min 01 s
4. Happy - 5 min 28 s
5. Annie New Orleans - 3 min 01 s
6. Rocking Chair Rock 'n' Roll Blues - 5 min 36 s
7. Rainbow - 4 min 00 s
8. Do the Same Thing - 3 min 10 s
9. Blanche - 2 min 31 s

## Single
- L.A. 59